# 古文銭
古文銭（こぶんせん・こもんせん）は、中国の銭貨のうち、秦代から隋代にかけて発行されたもの。

## 概要
古い文字（主として篆書）が刻まれているから古文銭と呼ぶ。古文銭という用語は『珍銭奇品図録』・『新校正孔方図鑑』に既に見られる。
「文」という漢字には、「円形方孔の銭貨」という意味があり、古文銭という用語も本来円形方孔のもの、つまり秦代から隋代にかけて発行されたものに限られて使用されていた。ところが、1997年の文献によると、現今では先秦の円形円孔のものを古文銭に含める者も多いという。実際、2009年に発行された『日本貨幣カタログ2010年版』でも、周代から隋代までの銭貨を古文銭としている。
年代としては古圜法の次に発行されたもの。唐の武徳4年（621年）、開元通宝が発行されるが、開元通宝以降は通常古文銭とは呼ばない（平銭と呼ぶ文献あり）。
半両銭・五銖銭・貨泉（紀元前221年 - 585年）など、渡来銭として日本国内で流通したものもある。16世紀中国から日本への主要な輸出品として「古文銭」を挙げる史料もある。なお、前漢の五銖銭に吉祥語を刻んだものがあったり、朝鮮半島や日本では五銖銭が副葬品として使われるなど、厭勝銭としての使用例もある。
唐以降の時代でも、五代十国時代の銭貨のごく一部には、古文銭と同形式のものもある（南漢の「五五」、桀燕の「貨布」・「五銖」）。

## 古文銭一覧
この表には、国家が正式に鋳造・発行したものの他、民間で私的に製造したものなども便宜的にここに列するものとする。
「銭文」欄の「←」は「名称」欄の現在通用する名称と同じことを示す（その際、新字体と旧字体などの違いは無視した）。
材質は特記しないものは銅製である。
| 発行王朝 | 名称                  | 銭文                             | 発行年                             | 解説 |
| -------- | --------------------- | -------------------------------- | ---------------------------------- | --- |
| 秦       | 秦半両                | 半兩                             | 紀元前221年                        | 重量が表記通り半両（12銖）あった。 |
| 前漢     | 楡莢半両              | 半兩                             | 秦末 - 前漢初期 (八銖半両発行以前) | 民間で鋳造、重量1銖程度。 |
| 前漢     | 八銖半両              | 半兩                             | 紀元前186年                        | 重量8銖。この銭の発行とともに民間での貨幣鋳造は禁止された。6銖程度のものは以前六銖半両と呼ばれたが、八銖半両の小型と考えられている。 |
| 前漢     | 五分半両              | 半兩                             | 紀元前182年                        | 重量2銖4絫で、本来の半両（12銖）の5分の1に当たる。実際には更に小型化されたものもある。 |
| 前漢     | 四銖半両              | 半兩                             | 紀元前175年                        | 重量4銖。この銭の発行時、品質を一定にすることを条件に再び民間での貨幣鋳造が認められた。 |
| 前漢     | 三銖                  | ←                                | 紀元前140年                        | 実際の重さと貨幣表記が一致する貨幣。発行開始から4年後に廃止。 |
| 前漢     | 郡国五銖              | 五銖                             | 紀元前118年                        | 五銖銭の最初のタイプのもの。実際の重さと貨幣表記が一致する貨幣として発行開始。中央政府とともに各郡国でも鋳造されたので品質が一定しなかった。紀元前113年廃止。 |
| 前漢     | 赤側五銖              | 五銖                             | 紀元前114年                        | 郡国五銖5枚分の価値を持たせたもので、租税納入に使用させたが、発行翌年の紀元前113年に郡国五銖とともに廃止。 |
| 前漢     | 三官五銖              | 五銖                             | 紀元前113年                        | 郡国五銖・赤側五銖を廃止した代わりに発行したもの。この銭の発行時、朝廷以外での貨幣の鋳造は禁止された。 |
| 前漢     | 小五銖                | 五銖                             | 紀元前113年                        | 前漢時代の他の五銖銭と比べて極端に小さく、直径は約12mm。一般通貨として流通したものではなく、埋葬用の貨幣（冥銭）として三官五銖銭と同時期に鋳造されたものと考える見方が一般的。 |
| 新       | 大泉五十              | ←                                | 7年                                | 当初五銖銭50枚分の価値、小泉直一発行後は小泉直一50枚分の価値とされた。王莽銭の中ではある程度量産され流通した。 |
| 新       | 小泉直一              | ←                                | 9年                                | 五銖銭を廃止し、その代わりに五銖銭1枚相当の価値として発行したもので、当時の基準単位となり、王莽銭の中ではある程度量産され流通した。 |
| 新       | 幺泉一十              | ←                                | 10年                               | 宝貨制における銭で、上から順にそれぞれ小泉直一10枚分、20枚分、30枚分、40枚分の価値とされ、小泉直一・大泉五十と共に六泉と呼ばれたが、これらの銭は実際にはほとんど流通せずに終わり、現存数も少ない。 |
| 新       | 幼泉二十              | ←                                | 10年                               | 宝貨制における銭で、上から順にそれぞれ小泉直一10枚分、20枚分、30枚分、40枚分の価値とされ、小泉直一・大泉五十と共に六泉と呼ばれたが、これらの銭は実際にはほとんど流通せずに終わり、現存数も少ない。 |
| 新       | 中泉三十              | ←                                | 10年                               | 宝貨制における銭で、上から順にそれぞれ小泉直一10枚分、20枚分、30枚分、40枚分の価値とされ、小泉直一・大泉五十と共に六泉と呼ばれたが、これらの銭は実際にはほとんど流通せずに終わり、現存数も少ない。 |
| 新       | 壮泉四十              | ←                                | 10年                               | 宝貨制における銭で、上から順にそれぞれ小泉直一10枚分、20枚分、30枚分、40枚分の価値とされ、小泉直一・大泉五十と共に六泉と呼ばれたが、これらの銭は実際にはほとんど流通せずに終わり、現存数も少ない。 |
| 新       | 貨泉                  | ←                                | 14年                               | 大泉五十と等価として発行したもので、この銭の発行時に宝貨制における諸貨幣は廃止された。日本でも弥生式土器とともに出土する。20年頃には同じ貨泉でも本来の貨泉よりかなり重いいわゆる「餅貨泉」が出現し、この餅貨泉は秤量貨幣として使用されたと考えられている。                                                                                          |
| 新       | 布泉                  | ←                                | 14年頃                             | 文献に記載がなく、通貨としてではなく通行証・入門証など、特殊な用途・目的で鋳造されたという説がある。 |
| 後漢     | 後漢五銖              | 五銖                             | 40年                               | 前漢時代の五銖銭に比べて厚みがやや薄く、重量はかなり軽い。 |
| 後漢     | 董卓五銖 董卓無文小銭 | (五銖)                           | 190年                              | 董卓が相国となっていた時期に発行された非常に小さく薄い粗悪な銭で、「五銖」の文字も完全にまたはほとんどなくなっている。 |
| 後漢     | 剪輪五銖              | (五銖)                           | 後漢末期                           | 後漢末期の董卓五銖（董卓無文小銭）が流通していた頃、民間では五銖や貨泉などの銅銭を打ち抜いて外と内の2つに分割して2枚として使用することが行われ、内側は「剪輪（せんりん）銭」、外側は「綖環（すいがん・えんかん）銭」と呼び、董卓五銖（董卓無文小銭）と共に当時の「悪銭」として使われた。                                                            |
| 後漢     | 綖環五銖              | (五銖)                           | 後漢末期                           | 後漢末期の董卓五銖（董卓無文小銭）が流通していた頃、民間では五銖や貨泉などの銅銭を打ち抜いて外と内の2つに分割して2枚として使用することが行われ、内側は「剪輪（せんりん）銭」、外側は「綖環（すいがん・えんかん）銭」と呼び、董卓五銖（董卓無文小銭）と共に当時の「悪銭」として使われた。                                                            |
| 後漢     | 剪輪貨泉              | (貨泉)                           | 後漢末期                           | 後漢末期の董卓五銖（董卓無文小銭）が流通していた頃、民間では五銖や貨泉などの銅銭を打ち抜いて外と内の2つに分割して2枚として使用することが行われ、内側は「剪輪（せんりん）銭」、外側は「綖環（すいがん・えんかん）銭」と呼び、董卓五銖（董卓無文小銭）と共に当時の「悪銭」として使われた。                                                            |
| 後漢     | 綖環貨泉              | (貨泉)                           | 後漢末期                           | 後漢末期の董卓五銖（董卓無文小銭）が流通していた頃、民間では五銖や貨泉などの銅銭を打ち抜いて外と内の2つに分割して2枚として使用することが行われ、内側は「剪輪（せんりん）銭」、外側は「綖環（すいがん・えんかん）銭」と呼び、董卓五銖（董卓無文小銭）と共に当時の「悪銭」として使われた。                                                            |
| 魏       | 魏五銖 曹魏五銖       | 五銖                             | 220年頃                            | 後漢五銖より小型化されており、考古学による三国時代の墓地の発掘で発見された。 |
| 蜀漢     | 蜀漢五銖              | 五銖                             | 221年                              | これも後漢五銖より小型化されている。 |
| 蜀漢     | 直百五銖              | ←                                | 214年                              | 蜀漢五銖や董卓五銖・剪輪銭・綖環銭などの「悪銭」100枚分の価値として発行されたもので、蜀漢のみならず魏や呉でも通用した。 |
| 蜀漢     | 直百                  | ←                                | 蜀漢末期                           | 直百五銖の省文銭で、直百五銖よりかなり小型化され、しかも年代とともにその直百も小型化されていった。 |
| 蜀漢     | 直一                  | ←                                | 蜀漢末期                           | 蜀漢五銖に代わって鋳造されたかなり小型の銭で、現存数は少ない。 |
| (蜀地方) | 太平百銭              | ←                                | 後漢末期                           | 一説では五斗米道の張魯が発行した貨幣とされており、蜀漢の直百五銖はこれの影響を受けたとも言われる。 |
| (蜀地方) | 世平百銭              | ←                                | 後漢末期                           | 太平百銭と同系列の貨幣と考えられている。 |
| (蜀地方) | 太平百金              | ←                                | 三国期                             | これも太平百銭と同系列と考えられている。太平百銭よりかなり小型化された銭。 |
| (蜀地方) | 定平一百              | ←                                | 三国期                             | これも太平百銭と同系列の小型銭。 |
| 呉       | 大泉五十              | ←                                | 236年頃                            | 上から順にそれぞれ五銖銭（悪銭）50枚分・500枚分・1000枚分・2000枚分・5000枚分の価値とされた名目貨幣だが、文献に記載があるのは大泉五百と大泉当千の2種類のみである。呉の大泉五十は新の王莽の大泉五十とは異なる。額面に見合うだけの重量のある貨幣ではなかったため、流通するうちに貨幣価値の低落と物価高騰を招き、246年にこれらの名目貨幣は廃止された。 |
| 呉       | 大泉五百              | ←                                | 236年                              | 上から順にそれぞれ五銖銭（悪銭）50枚分・500枚分・1000枚分・2000枚分・5000枚分の価値とされた名目貨幣だが、文献に記載があるのは大泉五百と大泉当千の2種類のみである。呉の大泉五十は新の王莽の大泉五十とは異なる。額面に見合うだけの重量のある貨幣ではなかったため、流通するうちに貨幣価値の低落と物価高騰を招き、246年にこれらの名目貨幣は廃止された。 |
| 呉       | 大泉当千              | ←                                | 238年                              | 上から順にそれぞれ五銖銭（悪銭）50枚分・500枚分・1000枚分・2000枚分・5000枚分の価値とされた名目貨幣だが、文献に記載があるのは大泉五百と大泉当千の2種類のみである。呉の大泉五十は新の王莽の大泉五十とは異なる。額面に見合うだけの重量のある貨幣ではなかったため、流通するうちに貨幣価値の低落と物価高騰を招き、246年にこれらの名目貨幣は廃止された。 |
| 呉       | 大泉二千              | ←                                | 238年頃                            | 上から順にそれぞれ五銖銭（悪銭）50枚分・500枚分・1000枚分・2000枚分・5000枚分の価値とされた名目貨幣だが、文献に記載があるのは大泉五百と大泉当千の2種類のみである。呉の大泉五十は新の王莽の大泉五十とは異なる。額面に見合うだけの重量のある貨幣ではなかったため、流通するうちに貨幣価値の低落と物価高騰を招き、246年にこれらの名目貨幣は廃止された。 |
| 呉       | 大泉五千              | ←                                | 238年頃                            | 上から順にそれぞれ五銖銭（悪銭）50枚分・500枚分・1000枚分・2000枚分・5000枚分の価値とされた名目貨幣だが、文献に記載があるのは大泉五百と大泉当千の2種類のみである。呉の大泉五十は新の王莽の大泉五十とは異なる。額面に見合うだけの重量のある貨幣ではなかったため、流通するうちに貨幣価値の低落と物価高騰を招き、246年にこれらの名目貨幣は廃止された。 |
| 西晋     | 晋五銖                | 五銖                             | 265年頃                            | これも小型の五銖銭。従来蜀五銖と呼ばれていたものは、発掘調査から晋時代のものという説がある。 |
| 東晋     | 沈郎五銖              | 五朱                             | 318年                              | 小型で粗悪な五銖銭の一種。銭文の「五銖」の金偏がなく「五朱」となっている。 |
| 前涼     | 涼造新泉              | ←                                | 317年頃                            | 重量約2g。五胡十六国時代の混乱の中で銭が鋳造された数少ない例の一つ。 |
| 成漢     | 漢興                  | ←                                | 338年頃                            | 重量約1gの薄小な銭。縦書きと横書きの2タイプがある。銭銘の漢興は当時の元号で、中国で元号を入れた史上初の貨幣。 |
| 後趙     | 豊貨                  | ←                                | 319年頃                            | 重量約3g。同じ五胡十六国の涼造新泉・漢興にも言えることだが、五胡十六国の混乱の中での極度の銭貨不足を解消するには至らなかった。 |
| 夏       | 太夏真興              | ←                                | 419年頃                            | 真興は当時の元号。現存数は数枚程度しか確認されていない。 |
| 南朝宋   | 四銖                  | ←                                | 430年                              | 実際の重さと貨幣表記が一致する貨幣。五銖銭の伝統からは外れる形だが、それまでの軽小銭よりは大型となっている。 |
| 南朝宋   | 孝建四銖              | 表：四銖 裏：孝建                | 454年                              | 四銖銭の裏面に元号である孝建の文字を入れたもの。 |
| 南朝宋   | 孝建                  | ←                                | 454年                              | 孝建の元号のみを記した小型銭。 |
| 南朝宋   | 両銖                  | ←                                | 465年                              | これも実際の重さと貨幣表記が一致する貨幣。 |
| 南朝宋   | 永光                  | ←                                | 465年                              | 銭銘の永光・景和は両者とも当時の元号で、銭貨は両者とも18mm・1.2g程度の小型銭で現存数は非常に少ない。 |
| 南朝宋   | 景和                  | ←                                | 465年                              | 銭銘の永光・景和は両者とも当時の元号で、銭貨は両者とも18mm・1.2g程度の小型銭で現存数は非常に少ない。 |
| 南朝斉   | 斉五銖                | 五銖                             | 479年頃                            | 15mm程度のかなり小型の五銖銭。 |
| 南朝梁   | 内郭五銖              | 五銖                             | 502年                              | 表面に内郭（穴の周りの盛り上がった部分）のあるこの時期としては良質の五銖銭。 |
| 南朝梁   | 鉄五銖                | 五銖                             | 523年                              | 銅不足により鉄で鋳造した五銖銭だが、極端なインフレを引き起こし、経済は大混乱した。 |
| 南朝梁   | 太清豊楽              | ←                                | 547年                              | 太清は当時の元号で、この銭では太清の文字が横倒しになっている。 |
| 南朝梁   | 両柱五銖              | 五銖                             | 552年                              | 表面の上下に点がある特徴を持つ五銖銭。 |
| 陳       | 太貨六銖              | ←                                | 579年                              | 重量は銭銘の通り6銖あり、建前上は五銖銭10枚分の価値とされた名目貨幣であったが、実際の取引では五銖銭と等価となり、短期間で廃止されている。 |
| 北魏     | 北魏五銖              | 五銖                             | 493年                              | 洛陽遷都以降流通開始。 |
| 北魏     | 太和五銖              | ←                                | 495年                              | 銭銘の太和・永安は両者とも当時の元号だが、旧銭との交換比率を高く設定したため流通は限定的であり、旧銭や私鋳銭が広く用いられていた。 |
| 北魏     | 永安五銖              | ←                                | 529年                              | 銭銘の太和・永安は両者とも当時の元号だが、旧銭との交換比率を高く設定したため流通は限定的であり、旧銭や私鋳銭が広く用いられていた。 |
| 西魏     | 大統五銖              | 五銖                             | 540年                              | 置様五銖と連続して作られたという説がある。 |
| 北斉     | 常平五銖              | ←                                | 553年                              | 精巧な鋳造により広く流通したが、次第に私鋳銭が増加していった。 |
| 北周     | 北周布泉              | 布泉                             | 561年                              | 五銖銭5枚分の価値として発行。新の布泉とは穴が小さいなどの点が異なる。 |
| 北周     | 五行大布              | ←                                | 574年                              | 北周布泉10枚分、五銖銭50枚分の価値として発行。 |
| 北周     | 永通万国              | ←                                | 579年                              | 五行大布10枚分、五銖銭500枚分の価値として発行。 |
| (六朝)   | 六朝五銖              | 五銖・五朱・五金・五五・朱朱など |                                    | 六朝期に発行されたとされる、発行王朝の確定できない五銖銭群。後漢五銖や隋五銖に比べて製作が粗悪で重量もバラバラで本来の五銖より軽く、直径も小さめで文字も様々なバリエーションがある。私鋳銭とも言われる。 |
| 隋       | 置様五銖              | 五銖                             | 581年                              | 通常の五銖銭に比べ、重量は約2倍である。 市場流通価値も2倍であったかどうかは不明。名称は「様を置いて准を為す」との記述に由来。 |
| 隋       | 隋五銖                | 五銖                             | 585年                              | 外郭が太いのが特徴。隋五銖と同等のもの以外は没収し、隋五銖の原料とされたことで徐々に貨幣の統一が進んだ。 |
| 隋       | 白銭五銖              | 五銖                             | 585年                              | 最後のタイプの五銖銭。銅に錫鑞を混ぜて鋳造され、白味を帯びているのでこの名がある。 |

以下は古文銭の時代に発行された円形方孔以外の銅貨の一覧である。
| 発行王朝 | 名称            | 銭文       | 発行年 | 解説 |
| -------- | --------------- | ---------- | ------ | --- |
| 新       | 栔刀五百 栔刀   | 栔刀五百   | 7年    | 両者とも円形方孔銭と刀の形を組み合わせたような形状で、春秋戦国時代の刀銭の模倣。栔刀五百は五銖銭500枚分の価値、一刀平五千は五銖銭5000枚分の価値とされた。一刀平五千の一刀の文字は金の象嵌となっている。 |
| 新       | 一刀平五千 錯刀 | 一刀平五千 | 7年    | 両者とも円形方孔銭と刀の形を組み合わせたような形状で、春秋戦国時代の刀銭の模倣。栔刀五百は五銖銭500枚分の価値、一刀平五千は五銖銭5000枚分の価値とされた。一刀平五千の一刀の文字は金の象嵌となっている。 |
| 新       | 国宝金匱直万    | ←          | 7年    | 円形方孔銭と正方形を組み合わせたような形状で、五銖銭1万枚分の価値とされた。諸侯による金の保有が禁じられた際に、没収された金の代わりに与えられたものという説がある。現存数は数枚程度しかないと考えられている。 |
| 新       | 小布一百        | ←          | 10年   | 宝貨制における貨幣で、春秋戦国時代の布銭を模倣した形状で、上から順に小泉直一100、200、300、400、500、600、700、800、900枚分の価値とされ、大布黄千と共に十布と呼ばれたが、大布黄千以外のこれら9種類は実際にはほとんど流通せずに終わり、現存数も少ない。ちなみに宝貨制では青銅貨以外に金貨・銀貨・亀貨・貝貨も制定されたが、これらの実物は現存しない。 |
| 新       | 幺布二百        | ←          | 10年   | 宝貨制における貨幣で、春秋戦国時代の布銭を模倣した形状で、上から順に小泉直一100、200、300、400、500、600、700、800、900枚分の価値とされ、大布黄千と共に十布と呼ばれたが、大布黄千以外のこれら9種類は実際にはほとんど流通せずに終わり、現存数も少ない。ちなみに宝貨制では青銅貨以外に金貨・銀貨・亀貨・貝貨も制定されたが、これらの実物は現存しない。 |
| 新       | 幼布三百        | ←          | 10年   | 宝貨制における貨幣で、春秋戦国時代の布銭を模倣した形状で、上から順に小泉直一100、200、300、400、500、600、700、800、900枚分の価値とされ、大布黄千と共に十布と呼ばれたが、大布黄千以外のこれら9種類は実際にはほとんど流通せずに終わり、現存数も少ない。ちなみに宝貨制では青銅貨以外に金貨・銀貨・亀貨・貝貨も制定されたが、これらの実物は現存しない。 |
| 新       | 序布四百        | ←          | 10年   | 宝貨制における貨幣で、春秋戦国時代の布銭を模倣した形状で、上から順に小泉直一100、200、300、400、500、600、700、800、900枚分の価値とされ、大布黄千と共に十布と呼ばれたが、大布黄千以外のこれら9種類は実際にはほとんど流通せずに終わり、現存数も少ない。ちなみに宝貨制では青銅貨以外に金貨・銀貨・亀貨・貝貨も制定されたが、これらの実物は現存しない。 |
| 新       | 差布五百        | ←          | 10年   | 宝貨制における貨幣で、春秋戦国時代の布銭を模倣した形状で、上から順に小泉直一100、200、300、400、500、600、700、800、900枚分の価値とされ、大布黄千と共に十布と呼ばれたが、大布黄千以外のこれら9種類は実際にはほとんど流通せずに終わり、現存数も少ない。ちなみに宝貨制では青銅貨以外に金貨・銀貨・亀貨・貝貨も制定されたが、これらの実物は現存しない。 |
| 新       | 中布六百        | ←          | 10年   | 宝貨制における貨幣で、春秋戦国時代の布銭を模倣した形状で、上から順に小泉直一100、200、300、400、500、600、700、800、900枚分の価値とされ、大布黄千と共に十布と呼ばれたが、大布黄千以外のこれら9種類は実際にはほとんど流通せずに終わり、現存数も少ない。ちなみに宝貨制では青銅貨以外に金貨・銀貨・亀貨・貝貨も制定されたが、これらの実物は現存しない。 |
| 新       | 壮布七百        | ←          | 10年   | 宝貨制における貨幣で、春秋戦国時代の布銭を模倣した形状で、上から順に小泉直一100、200、300、400、500、600、700、800、900枚分の価値とされ、大布黄千と共に十布と呼ばれたが、大布黄千以外のこれら9種類は実際にはほとんど流通せずに終わり、現存数も少ない。ちなみに宝貨制では青銅貨以外に金貨・銀貨・亀貨・貝貨も制定されたが、これらの実物は現存しない。 |
| 新       | 第布八百        | ←          | 10年   | 宝貨制における貨幣で、春秋戦国時代の布銭を模倣した形状で、上から順に小泉直一100、200、300、400、500、600、700、800、900枚分の価値とされ、大布黄千と共に十布と呼ばれたが、大布黄千以外のこれら9種類は実際にはほとんど流通せずに終わり、現存数も少ない。ちなみに宝貨制では青銅貨以外に金貨・銀貨・亀貨・貝貨も制定されたが、これらの実物は現存しない。 |
| 新       | 次布九百        | ←          | 10年   | 宝貨制における貨幣で、春秋戦国時代の布銭を模倣した形状で、上から順に小泉直一100、200、300、400、500、600、700、800、900枚分の価値とされ、大布黄千と共に十布と呼ばれたが、大布黄千以外のこれら9種類は実際にはほとんど流通せずに終わり、現存数も少ない。ちなみに宝貨制では青銅貨以外に金貨・銀貨・亀貨・貝貨も制定されたが、これらの実物は現存しない。 |
| 新       | 大布黄千        | ←          | 10年   | これも宝貨制における貨幣で、春秋戦国時代の布銭を模倣した形状で、小泉直一1000枚分の価値とされ、こちらは王莽銭の中ではある程度量産され流通した。貨幣としてだけでなく、通行証やパスポートのように携帯を義務づけられた。 |
| 新       | 貨布            | ←          | 14年   | 貨泉と共に制定された貨幣で、春秋戦国時代の布銭を模倣した形状で、貨泉25枚分の価値とされ、この貨幣の発行時に宝貨制における諸貨幣は廃止された。貨泉と異なり、実際の流通の場では忌避された。 |